# Combiné féminin de ski alpin aux Jeux olympiques de 2022
Navigation
Pyeongchang 2018 Milan-Cortina 2026
Le Combiné femmes des Jeux olympiques d'hiver de 2022 a lieu le 17 février 2022  sur le domaine de Xiaohaituo situé dans le district de Yanqing, en Chine.
En l'absence de Petra Vlhová, seules quatre skieuses ayant marqué des points tant en descente qu'en slalom depuis le début de la saison de Coupe du monde sont présentes parmi les 26 concurrentes au départ et semblent être les grandes favorites : la championne olympique en titre Michelle Gisin, la double championne du monde Wendy Holdener, la championne du monde en titre Mikaela Shiffrin et Federica Brignone qui avait remporté le dernier petit globe de la spécialité en 2020.
Lors de la descente, Shiffrin (cinquième) est la mieux classée de ce quatuor avec 13 centièmes d'avance sur Brignone (huitième), 43 sur Holdener (onzième) et 44 sur Gisin (douzième). Trois outsiders se mettent en évidence : Ester Ledecká (deuxième), Ramona Siebenhofer (troisième) et Marusa Ferk Saioni (sixième, pour sa 16e participation à une course olympique).
Lors du slalom, la sortie de piste de Shiffrin après quelques portes, comme en slalom et en géant, représente une nouvelle désillusion pour l'Américaine qui passe totalement à côté de ses Jeux, ne ramenant aucune médaille alors qu'elle pouvait sans doute prétendre à monter sur le podium dans les cinq disciplines. Michelle Gisin conserve son titre olympique avec 1 s 05 d'avance en réalisant le meilleur temps du slalom, devançant Wendy Holdener pour signer un doublé suisse. Brignone complète le podium. C'est le cinquième titre en ski alpin pour la Suisse dans ces Jeux pour un total de neuf podiums. Aucune nation n'a jamais fait autant aux Jeux olympiques d'hiver.

## Médaillées
| Or                   | Argent               | Bronze                  |
| Michelle Gisin (SUI) | Wendy Holdener (SUI) | Federica Brignone (ITA) |

## Résultats
| Rang               | Dossard             | Non                | Nationalité   | Descente      | Rang | Slalom        | Rang | Total         | Écart    |
| ------------------ | ------------------- | ------------------ | ------------- | ------------- | ---- | ------------- | ---- | ------------- | -------- |
| Médaille d'or      | 7                   | Michelle Gisin     | Suisse        | 1 min 33 s 42 | 12   | 52 s 25       | 1    | 2 min 25 s 67 | —        |
| Médaille d'argent  | 20                  | Wendy Holdener     | Suisse        | 1 min 33 s 41 | 11   | 53 s 31       | 3    | 2 min 26 s 72 | +1 s 05  |
| Médaille de bronze | 16                  | Federica Brignone  | Italie        | 1 min 33 s 11 | 8    | 54 s 41       | 4    | 2 min 27 s 52 | +1 s 85  |
| 4                  | 5                   | Ester Ledecká      | Tchéquie      | 1 min 32 s 43 | 2    | 55 s 89       | 5    | 2 min 28 s 32 | +2 s 65  |
| 5                  | 3                   | Katharina Huber    | Autriche      | 1 min 35 s 68 | 19   | 53 s 12       | 2    | 2 min 28 s 80 | +3 s 13  |
| 6                  | 10                  | Christine Scheyer  | Autriche      | 1 min 32 s 42 | 1    | 56 s 83       | 7    | 2 min 29 s 25 | +3 s 58  |
| 7                  | 11                  | Ramona Siebenhofer | Autriche      | 1 min 32 s 56 | 3    | 57 s 13       | 10   | 2 min 29 s 69 | +4 s 02  |
| 8                  | 17                  | Laura Gauché       | France        | 1 min 34 s 08 | 17   | 55 s 96       | 6    | 2 min 30 s 04 | +4 s 37  |
| 9                  | 19                  | Maruša Ferk Saioni | Slovénie      | 1 min 33 s 07 | 6    | 57 s 05       | 8    | 2 min 30 s 12 | +4 s 45  |
| 10                 | 22                  | Julia Pleshkova    | ROC           | 1 min 33 s 54 | 14   | 57 s 16       | 11   | 2 min 30 s 70 | +5 s 03  |
| 11                 | 25                  | Patricia Mangan    | États-Unis    | 1 min 35 s 89 | 20   | 57 s 05       | 8    | 2 min 32 s 94 | +7 s 27  |
| 12                 | 23                  | Cande Moreno       | Andorre       | 1 min 34 s 05 | 16   | 1 min 00 s 29 | 14   | 2 min 34 s 34 | +8 s 67  |
| 13                 | 2                   | Greta Small        | Australie     | 1 min 34 s 38 | 18   | 1 min 00 s 17 | 13   | 2 min 34 s 55 | +8 s 88  |
| 14                 | 26                  | Tereza Nová        | Tchéquie      | 1 min 37 s 07 | 23   | 58 s 39       | 12   | 2 min 35 s 46 | +9 s 79  |
| 15                 | 24                  | Kong Fanying       | Chine         | 1 min 41 s 95 | 24   | 1 min 05 s 73 | 15   | 2 min 47 s 68 | +22 s 01 |
|                    | 12                  | Romane Miradoli    | France        | 1 min 32 s 95 | 4    | DNF           | DNF  | NC            | NC       |
| 9                  | Mikaela Shiffrin    | États-Unis         | 1 min 32 s 98 | 5             |      | DNF           | DNF  | NC            | NC       |
| 8                  | Keely Cashman       | États-Unis         | 1 min 33 s 09 | 7             |      | DNF           | DNF  | NC            | NC       |
| 6                  | Nicol Delago        | Italie             | 1 min 33 s 12 | 9             |      | DNF           | DNF  | NC            | NC       |
| 18                 | Priska Nufer        | Suisse             | 1 min 33 s 15 | 10            |      | DNF           | DNF  | NC            | NC       |
| 15                 | Marta Bassino       | Italie             | 1 min 33 s 45 | 13            |      | DNF           | DNF  | NC            | NC       |
| 1                  | Isabella Wright     | États-Unis         | 1 min 33 s 72 | 15            |      | DNF           | DNF  | NC            | NC       |
| 21                 | Elvedina Muzaferija | Bosnie-Herzégovine | 1 min 35 s 89 | 20            |      | DNF           | DNF  | NC            | NC       |
| 4                  | Nevena Ignjatović   | Serbie             | 1 min 37 s 02 | 22            | DSQ  | DSQ           |      | NC            | NC       |
| 13                 | Elena Curtoni       | Italie             | DNF           | DNF           | NC   | NC            | NC   | NC            |          |
| 14                 | Roni Remme          | Canada             | DNF           | DNF           | NC   | NC            | NC   | NC            |          |